# Glenea pustulata
Glenea pustulata là một loài bọ cánh cứng trong họ Cerambycidae.